# Aeroportul Dien Bien Phu
Aeroportul Dien Bien Phu (IATA: DIN, ICAO: VVDB) este un aeroport din Điện Biên Phủ⁠(d), Điện Biên⁠(d), Vietnam ce deservește zona Điện Biên Phủ⁠(d). Aeroportul a fost tranzitat în 2017 de 70.486 de pasageri.
Situat la o altitudine de 491 m, aeroportul dispune de o singură pistă. Este operat de Airports Corporation of Vietnam⁠(d).